# Новий Ґолембін
Новий Ґолембін (пол. Nowy Gołębin, нім. Neu Golembin) — село в Польщі, у гміні Чемпінь Косцянського повіту Великопольського воєводства.
Населення — 144 особи (2011).
У 1975-1998 роках село належало до Познанського воєводства.

## Демографія
Демографічна структура станом на 31 березня 2011 року:
|          | Загалом | Допрацездатний вік | Працездатний вік | Постпрацездатний вік |
| -------- | ------- | ------------------ | ---------------- | -------------------- |
| Чоловіки | 64      | 15                 | 41               | 8                    |
| Жінки    | 80      | 25                 | 39               | 16                   |
| Разом    | 144     | 40                 | 80               | 24                   |